# Instagram
Instagram (do 6 października 2010 roku jako Burbn) – fotograficzny serwis społecznościowy hostingu zdjęć, połączony z aplikacją o tej samej nazwie (dostępną na systemy operacyjne iOS i Android), który umożliwia użytkownikom edycję zdjęć i filmów czy stosowanie do nich filtrów cyfrowych. Choć we wczesnej fazie istnienia serwisu można było publikować zdjęcia także na konkurencyjnych serwisach, tę funkcjonalność ograniczono do serwisów należących wyłącznie do Facebooka po zakupie przez tę korporację Instagrama.
Charakterystyczną cechą aplikacji jest nadawany zdjęciom kwadratowy kształt (zmieniono to dopiero w 2025 roku), podobnie jak w aparatach fotograficznych marki Kodak serii Instamatic, aparatach do fotografii błyskawicznej firmy Polaroid oraz w średnioformatowych aparatach formatu 6×6 w przeciwieństwie do proporcji obrazu 3:2, który jest wykorzystywany przez większość aparatów fotograficznych oraz urządzeń mobilnych dysponujących funkcją foto.

## Historia
Instagram został uruchomiony pod nazwą Burbn w 2009 roku przez Kevina Systroma, do którego w 2010 roku dołączył Mark Krieger. Kevin Systrom na kilka miesięcy przed rebrandingiem przyjął inwestycję w wysokości 500 000 dolarów od Baseline Ventures oraz Andreessena Horowitza. Obecną nazwę portal przyjął 6 października 2010 roku.
W kwietniu 2012 roku serwis został kupiony przez Facebooka za około 1 mld USD. W momencie wykupienia, nad serwisem pracowało ówcześnie 13 pracowników. Po pewnym czasie zmieniono regulamin – nowe przepisy wskazują na możliwość sprzedaży zdjęć użytkowników przedsiębiorstwom zewnętrznym. Ocenia się, że było to jedną z głównych przyczyn spadku liczby aktywnych użytkowników – o ile we wrześniu 2012 roku z aplikacji i strony internetowej korzystało około 100 mln użytkowników, to w styczniu 2013 roku było ich około 90 mln. We wrześniu 2017 roku Instagram posiadał aż 800 milionów aktywnych użytkowników miesięcznie, w tym 500 mln odwiedzających każdego dnia.
9 grudnia 2012 roku Instagram wyłączył wsparcie dla zdjęć publikowanych na Twitterze (od tego dnia nie istnieje możliwość wyświetlania na Twitterze fotografii wykonanych za pomocą programu Instagram).

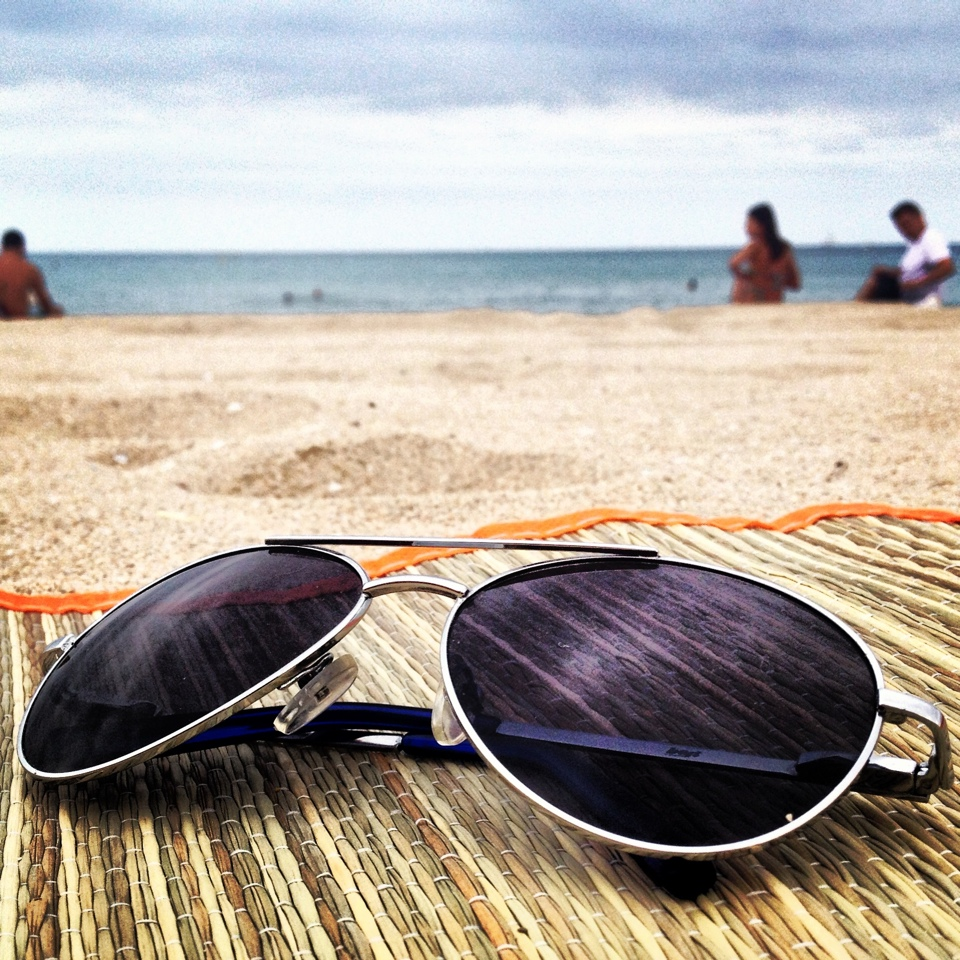
Przykładowe zdjęcie z serwisu Instagram

W pierwszym tygodniu lipca 2015 roku rozpoczęto przesyłanie zdjęć na serwery Instagrama o rozdzielczości 1080×1080. Był to pierwszy etap zastąpienia standardowego formatu 640×640, obecnego od początków działalności platformy. Instagram nie ogłosił w oficjalnym komunikacie przejścia na 1080 pikseli. Zmiana jakości zdjęć została zauważona przez użytkowników w kodzie źródłowym strony i dotyczyła wyłącznie aplikacji mobilnej.
20 lipca 2015 roku na internetowej wersji Instagrama została wprowadzona wyszukiwarka, umożliwiająca wyszukiwanie hasztagów, profili użytkowników i lokalizacji. W opcjach wyszukiwania zawarto również geotagi i przegląd najpopularniejszych postów. Zmiana mechanizmów wyszukiwania przeprowadzona została sukcesywnie na poszczególnych rynkach.
27 sierpnia 2015 roku udostępniono możliwość umieszczania zdjęć i filmów w innych formatach obrazu.
19 maja 2020 roku serwis zaoferował funkcję Zakupy na Instagramie. Jest to zestaw funkcji ułatwiających użytkownikom robienie zakupów z poziomu aplikacji, dzięki zdjęciom i filmom z produktami marek.
15 sierpnia 2020 roku aplikacja uruchomiła możliwość komunikacji z użytkownikami komunikatora Facebook Messenger. Od 2021 roku, Instagram jest w pełni zintegrowany z Facebookiem oraz WhatsAppem. W grudniu 2023 roku interoperacyjność między tymi serwisami została wyłączona.

## Statystyki
W czerwcu 2018 roku liczba użytkowników przekroczyła 1 miliard osób. W Polsce, według danych sondażu przeprowadzonego na zlecenie portalu wirtualnemedia.pl z września 2024 roku, ok. 15,4 mln osób ma aktywne konto na Instagramie.
W 2024 roku największą liczbę obserwujących ma profil serwisu (663,2 mln) oraz profile gwiazd popkultury i sportu takich jak Cristiano Ronaldo, Ariana Grande, Dwayne Johnson, Kylie Jenner, Selena Gomez, Kim Kardashian West, Lionel Messi, Beyoncé i Neymar. W Polsce jest to Robert Lewandowski (35,5 mln), Karolina Derpieńska (10,1 mln) oraz Anna Lewandowska (5,6 mln). Najczęściej używanym hashtagiem w 2019 roku był #love.
Funkcję Instagram Stories używało w 2019 roku pół miliarda użytkowników dziennie. Z kolei aplikacja mobilna Instagrama była drugą najczęściej pobieraną w 2022 roku na całym świecie.

## Wpływ na psychikę
Co najmniej od 2017 roku wskazuje się na wyjątkową na tle innych mediów społecznościowych szkodliwość Instagrama, w tym jego możliwy wpływ m.in. na zdrowie psychiczne młodzieży. Wewnętrzne badania wskazują, że platforma jest w szczególności szkodliwa dla nastolatek – 32% z nich ma gorsze samopoczucie ze względu na Instagrama. Z kolei z osób doświadczających myśli samobójczych głównie ze względu na publikowaną tam zawartość, 13% pochodziło z Wielkiej Brytanii i 6% ze Stanów Zjednoczonych. Po ich publikacji, ze względu na wyciek wewnętrznych dokumentów spowodowany Facebook Papers, prace nad Instagram Kids zostały wstrzymane.

### Obraźliwe komentarze
Krytyka również spadła ze strony społeczności LGBT w Indiach. Dotyczyła ona niewystarczającej moderacji treści homofobicznych i transfobicznych na Instagramie. Jak twierdził Indrajeet Ghorpade, jeden z aktywistów działających w tej sferze, "podejmowane są działania wyłącznie wobec anglojęzycznych treści tego typu, zaś w językach indyjskich mogły pozostawać na platformie bez żadnych konsekwencji".
Problemem na Instagramie są również komentarze skupione na kierowaniu ataków osobistych w autorów postów. W odpowiedzi na to, w 2016 roku wprowadzono możliwość odfiltrowania komentarzy na podstawie własnoręcznie zdefiniowanej listy zakazanych słów początkowo dla celebrytów, i we wrześniu 2016 roku dla wszystkich. Rok później uruchomiono system oparty na sztucznej inteligencji o nazwie DeepText, mający na celu wspomaganie moderacji, zaś w 2019 roku poszerzono tę funkcjonalność o potwierdzenie publikacji komentarza, gdyby ten okazał się być potencjalnie obraźliwy.

### Wpływ na wygląd ciała
Użytkownicy Instagrama w porównaniu do osób nieposiadających tam konta odczuwają zwiększoną potrzebę monitorowania wyglądu swojego ciała. W szczególności takie obserwacje można było odnotować wśród nastoletnich dziewcząt, oglądających zdjęcia wyidealizowanych ciał. Zaobserwowano też, że obserwowanie kont celebrytów czy promujących zdrowy styl życia wpływały na podjęcie decyzji o odchudzaniu się, zaś w przypadku kont podróżniczych nie zaobserwowano znacznego odchylenia czy to w stronę odchudzania, czy tycia.

### Ostracyzm społeczny
Według badania Pitmana i Reicha z 2016 roku, osoby posiadające konto na Instagramie odczuwały mniejszą samotność niż ci, którzy nie posiadali tam konta. Badanie z 2021 roku autorstwa Büttnera i Rudert wskazało, że osoby nieoznaczane w zdjęciach publikowanych na Instagramie odczuwają w większym stopniu odrzucenie. Jednym z przykładów był przypadek aktywistki klimatycznej Vanessy Nakate, która jako czarnoskóra osoba została wycięta ze zdjęcia, co opisała jako „bardzo krzywdzący przypadek”. Jak wskazały badania Fiovaranti, Prostamo i Casale z 2019 roku, osoby, które zrezygnują z Instagrama na tydzień, odnotowały u siebie wzrost satysfakcji ze swojego życia. Obserwacje te zanotowano wyłącznie u kobiet – u mężczyzn z kolei nie zauważono większych zmian w zdrowiu psychicznym.

### Spożywanie alkoholu a częstotliwość korzystania z serwisu
Badanie z 2016 roku wskazało, że same wzmianki o alkoholu na Instagramie nie były głównym powodem wzrostu spożycia alkoholu, choć mogły być jednym z czynników wpływających na to zjawisko. Jednak w innym badaniu przeprowadzonym dwa lata później zauważono, że alkoholicy częściej korzystali z Instagrama niż ci, którzy nie byli uzależnieni od alkoholu.

## Krytyka

### Spamboty
Stałym problemem Instagrama są fałszywe konta, wykorzystywane do generowania spamu na platformie. Mimo sukcesywnego usuwania ich przez administratorów, na przełomie czerwca i lipca 2015 roku liczbę nieautentycznych profilów oszacowano na ponad 20 milionów spambotów.

### Cenzura
Znane są przypadki, gdzie posty dotyczące dostępu do pigułek aborcyjnych były usuwane z Instagrama. Blokady były nakładane ze względu na werdykt Sądu Najwyższego USA, odbierającego konstytucyjną gwarancję do dostępu do aborcji. Posty proponowały wysyłanie adresów korespondencyjnych na wybrane konta, na które później były nadawane odpowiednie medykamenty. Rzecznik prasowy Meta Platforms oświadczył w świetle tych wydarzeń, że „Instagram będzie zezwalał na publikację informacji odnośnie dostępu do pigułek aborcyjnych”, ale nie będzie zezwalał na oferty dotyczące ich wysyłania na wskazane adresy. Dziennikarz Associated Press zweryfikował to, próbując podmienić „pigułki aborcyjne” na „broń” czy „marihuanę” w treści posta oferującego wysłanie wyszczególnionej rzeczy – po takich modyfikacjach nie były one kasowane.
Piętnastu irańskich dziennikarzy, a także niektórzy inni Irańczycy, po śmierci generała Ghasema Solejmaniego w 2020 roku zostali zablokowani, lub mieli usuwane posty po dyskusjach na ten temat na Instagramie.